# HMS Saxifrage (K04)
HMS Saxifrage (K04) je bila korveta razreda flower Kraljeve vojne mornarice, ki je bila operativna med drugo svetovno vojno.

## Zgodovina
Avgusta 1947 so ladjo predali Kraljevi norveški vojni mornarici, kjer so jo preimenovali v HNoMS Polarfront I.